# Ali Baba và bốn mươi tên cướp

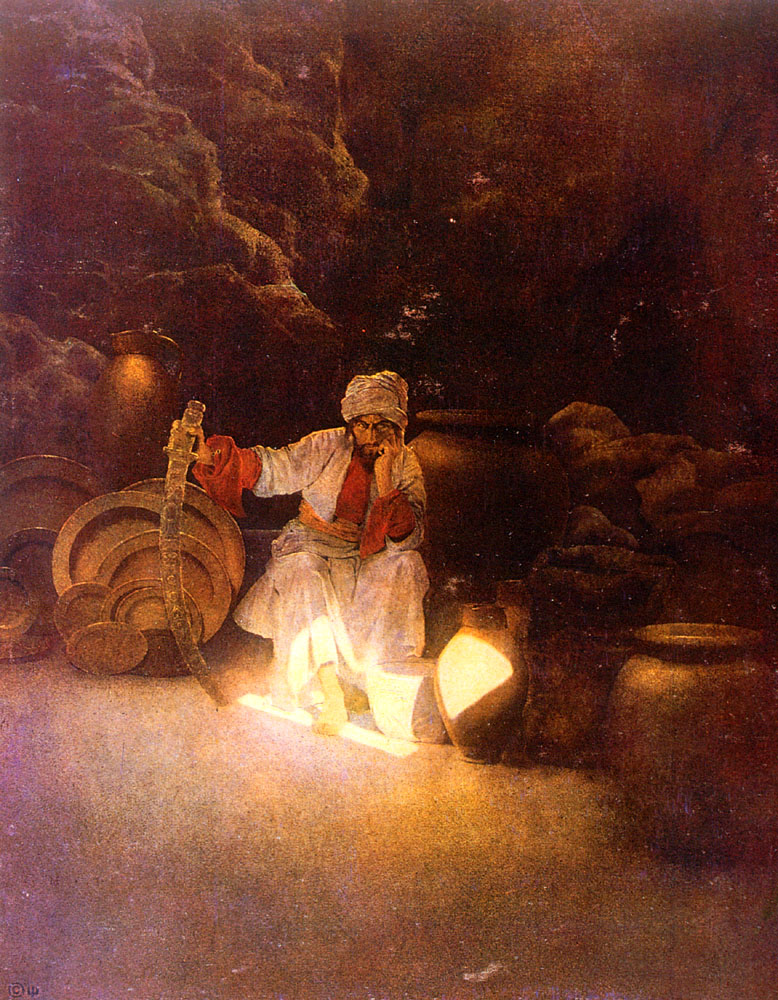
Kasim trong hang động chứa châu báu

Ali Baba và bốn mươi tên cướp là một trong những truyện đặc sắc nhất trong bộ truyện Nghìn lẻ một đêm của Ba Tư.

## Nhân vật

### Chính
- Ali Baba (thường được viết Alibaba): một chàng trai nghèo làm nghề đốn củi.
- Morgiana: người hầu của Ali Baba, người đã giúp Ali Baba thoát khỏi tướng cướp.
- Kasim: anh trai của Ali Baba, tham lam, giàu có.
- 40 tên cướp

### Phụ
- Ông thợ giày
- Vợ Kasim

## Tóm tắt nội dung
Ali Baba và người anh trai, (tiếng A-rập: قاسم Qāsim) Cassim (hay Kasim), là hai người con của một nhà buôn nọ. Sau khi người cha qua đời, Cassim, một người tham lam, kết hôn với một phụ nữ giàu có và sống một cuộc sống sung túc, ngoài ra còn dành luôn cả công việc buôn bán của cha mình. Còn Ali Baba kết hôn với một phụ nữ nghèo và trở thành một tiều phu để sinh sống.
Một ngày nọ, Ali Baba đang kiếm củi trong rừng, anh vô tình nghe lén được một băng cướp gồm 40 tên đang che giấu kho báu của chúng. Chúng giữ kho báu trong một cái hang, miệng hang được chặn bởi một tảng đá lớn. Câu thần chú để mở và đóng cửa hang là: "Vừng ơi! Mở ra!" và "Vừng ơi! Đóng lại". Đợi bọn cướp đi hết rồi, Ali Baba lén vào hang và trộm một túi vàng đem về nhà.
Vợ chồng Ali Baba xin mượn cái cân của chị dâu để cân số của cải mới tìm được. Họ không biết rằng vợ của Cassim đã bôi một lớp sáp lên cái cân kia để tìm ra mục đích Ali Baba sử dụng chúng để làm gì, bởi vì cô ta tò mò đứa em rể bần hàn của mình có gì đáng giá để mà cân. Sau đó, cô ta đã bất ngờ khi tìm được một đồng vàng dính trên cái cân và báo ngay với chồng. Người anh tham lam ra sức ép buộc Ali Baba tiết lộ về cái hang kỳ lạ kia. Cassim tìm đến cái hang, dắt theo một con lừa để chở nhiều của cải nhất có thể. Gã mở được cửa hang do biết câu thần chú được Ali Baba chỉ. Tuy nhiên, do quá phấn khích khi tìm được kho báu, gã quên mất câu thần chú và mắc kẹt lại trong hang. Bọn cướp khi ấy trở về hang, tìm thấy và giết chết Casim. Khi thấy anh trai lâu quá không trở về, Ali Baba đi đến cái hang để tìm anh mình, đến nơi anh thấy thi thể của anh trai đã bị bọn cướp cắt ra thành từng mảnh và bày trước cửa hang, như một lời cảnh báo cho những ai dám bước vào hang của chúng.
Ali Baba đem thi thể anh mình về nhà và giao phó cho Morgiana (tiếng A-rập: مرجانة Murjāna), một nữ nô lệ thông minh trong nhà của Cassim, tìm cách thu xếp cái chết của Cassim để mọi người không nghi ngờ. Đầu tiên, Morgiana đi mua một vài loại thuốc, nói với mọi người là Cassim bệnh rất nặng. Sau đó, cô tìm một thợ may già tên là Baba Mustafa để dẫn về nhà Cassim với điều kiện ông phải bịt kín mắt thì mới được trả công. Tại đây, lão thợ may nối lại cơ thể của Cassim suốt cả đêm. Ali Baba và gia đình có thể chôn cất Cassim tử tế mà không ai nghi ngờ điều gì.
Khi đó, bọn cướp thấy thi thể Cassim biến mất, nhận ra rằng chắc chắn phải có kẻ khác biết được bí mật của chúng, và lập tức lên đường truy lùng tên đó. Một tên trong số bọn chúng tìm ra và xét hỏi Baba Mustafa, ông kể lại rằng ông đã từng khâu lại một thi thể. Tên cướp lập tức yêu cầu Baba Mustafa dẫn đường đến ngôi nhà đó. Mặc dù bị bịt mắt lần nữa, nhưng ông ta vẫn lần ra được ngôi nhà. Tên cướp liền đánh dấu lên cánh cửa ngôi nhà đó để truyền tin đến các đồng bọn, nửa đêm sẽ quay lại giết sạch người ở đây. May thay, Morgiana đã chứng kiến điều đó, và nghĩ ra kế hoạch phá bọn cướp bằng cách đánh dấu y chang lên toàn bộ ngôi nhà gần đó. Đến nửa đêm, khi 40 tên cướp đến, chúng không nhận ra ngôi nhà nào được đánh dấu, tên thủ lĩnh tức giận giết chết tên cướp kia. Hôm sau, một tên khác tìm đến Baba Mustafa và thử lại. Lần này, hắn làm nứt bậc đá trước cửa nhà Ali Baba để làm dấu. Morgiana lại dùng cách cũ để bọn cướp nhầm lẫn một lần nữa, và tên cướp đó cũng bị giết chết. Cuối cùng, tên thủ lĩnh tự mình đi tìm ngôi nhà. Lần này, hắn ghi nhớ tất cả chi tiết ngôi nhà của Ali Baba để không bị nhầm nữa.
Tên thủ lĩnh tìm đến nhà Ali Baba giả dạng thành một gã buôn dầu, dẫn theo nhiều con la vác 38 hũ dầu nặng, chỉ có một hũ là chứa dầu, còn lại 37 hũ, mỗi hũ chứa 1 tên cướp bên trong. Chúng đợi Ali Baba ngủ sẽ xông ra giết anh. Một lần nữa, Morgiana phát hiện kịp thời, cô đổ dầu đã đun sôi vào 37 cái hũ làm bọn cướp chết hết. Khi tên thủ lĩnh định đánh thức đồng bọn, hắn phát hiện cả bọn đã chết hết rồi nên bỏ trốn. Sáng hôm sau, Morgiana nói lại với Ali Baba về lũ cướp. Họ chôn chúng, và Ali Baba trả tự do cho Morgiana để tỏ lòng biết ơn.
Để trả thù, tên thủ lĩnh cải trang thành một nhà buôn, tìm cách làm thân với con trai của Ali Baba (hiện giờ đã tiếp nối công việc của Cassim), và được mời đến nhà ăn tối cùng Ali Baba. Morgiana nhận ra tên cướp, cô giả vờ múa kiếm để giải trí cho mọi người và phóng dao đâm vào tim hắn. Ali Baba lúc đầu giận dữ với Morgiana, nhưng khi hiểu ra mọi chuyện, cảm thấy rất khâm phục và cưới cô cho con trai của mình. Ali Baba bây giờ trở thành người duy nhất biết được bí mật kho báu của cái hang kỳ lạ.

## Bài học
Ali Baba và Morgiana là những nhân vật tiêu biểu cho lòng trung hậu, trí thông minh, tinh thần dũng cảm của nhân dân lao động Ả Rập thời xưa. Họ đã chiến thắng các thế lực hung hãn một cách tài tình, xứng đáng được hưởng hạnh phúc trong cuộc đời.

## Thần chú
- Một số câu thần chú mà Kasim đã thử dùng để mở cửa hang[cần dẫn nguồn]:
  - Lúa mạch ơi! Mở ra!
  - Đại mạch ơi! Mở ra!
  - Đậu ơi! Mở ra!
  - Hắc mạch ơi! Mở ra!
  - Kê ơi! Mở ra!
  - Đậu ván ơi! Mở ra!
  - Ngô ơi! Mở ra!
  - Lúa mỳ ơi! Mở ra!
  - Gạo ơi! Mở ra!

## Trong văn hoá
Bài hát Senor Alibaba của nhóm nhạc Los Garcia (sáng tác 1985) đã được nhạc sĩ Lê Quốc Thắng (hoặc có nguồn cho là Lê Hựu Hà) phổ lời Việt.
Bản của Lê Hựu Hà sáng tác dành cho ca sĩ Nhã Phương và người thể hiện thành công nhất là Nghệ sĩ ưu tú Hồng Kỳ, trong khi đó bản lời Việt của Lê Quốc Thắng được Xuân Mai thể hiện thành công trong chương trình Con Cò Bé Bé 13 và 16, và cũng được Quang Vinh thể hiện thành công trong liveshow "Hoàng tử Sơn Ca – Vào Đời" vào năm 2003.

## Tên Ali Baba trong chiến tranh Iraq
- Cái tên "Ali Baba" thường được sử dụng thành từ lóng trong quân đội Hoa Kỳ và quân đội Iraq để diễn tả những kẻ ăn trộm và cướp phá.[3] Lính Anh cũng hay gọi người dân Iraq là "Ali Baba".[4] Sau khi Hoa Kỳ thành công lật đổ chính phủ độc tài của Iraq vào năm 2003, cái tên "Ali Baba" đã trở thành tên gọi của những người khởi nghĩa chống lại quân đội Hoa Kỳ. Cái tên này có thể ví với tên Charlie để nói tới Việt Cộng trong chiến tranh Việt Nam.[5]
- Cái tên "Ali Baba" còn được người Iraq sử dụng để gọi những người ngoại quốc cướp bóc.[6] Các nhà báo trong giới tiếng Anh đã nhầm lẫn từ "Ali Baba" là từ lóng bản địa.[7]